# Comitatul Harju
Harju (estonă Harjumaa sau Harju maakond, în germană Harrien) este un comitat din Estonia, în care se găsește capitala republicii, Tallinn. Deși capitala este frecvent (dar incorect) considerată independentă de aceasta, nu este adesea inclusă pe hărți ca o parte integrantă a regiunii. În 2000, unitatea administrativă a avut o populație de 79.864 locuitori (excluzând capitala Tallinn). Comitatul a fost locuit de germanii baltici.

## Orașe
- Keila
- Loksa
- Maardu
- Paldiski
- Tallinn
- Saue

## Comune

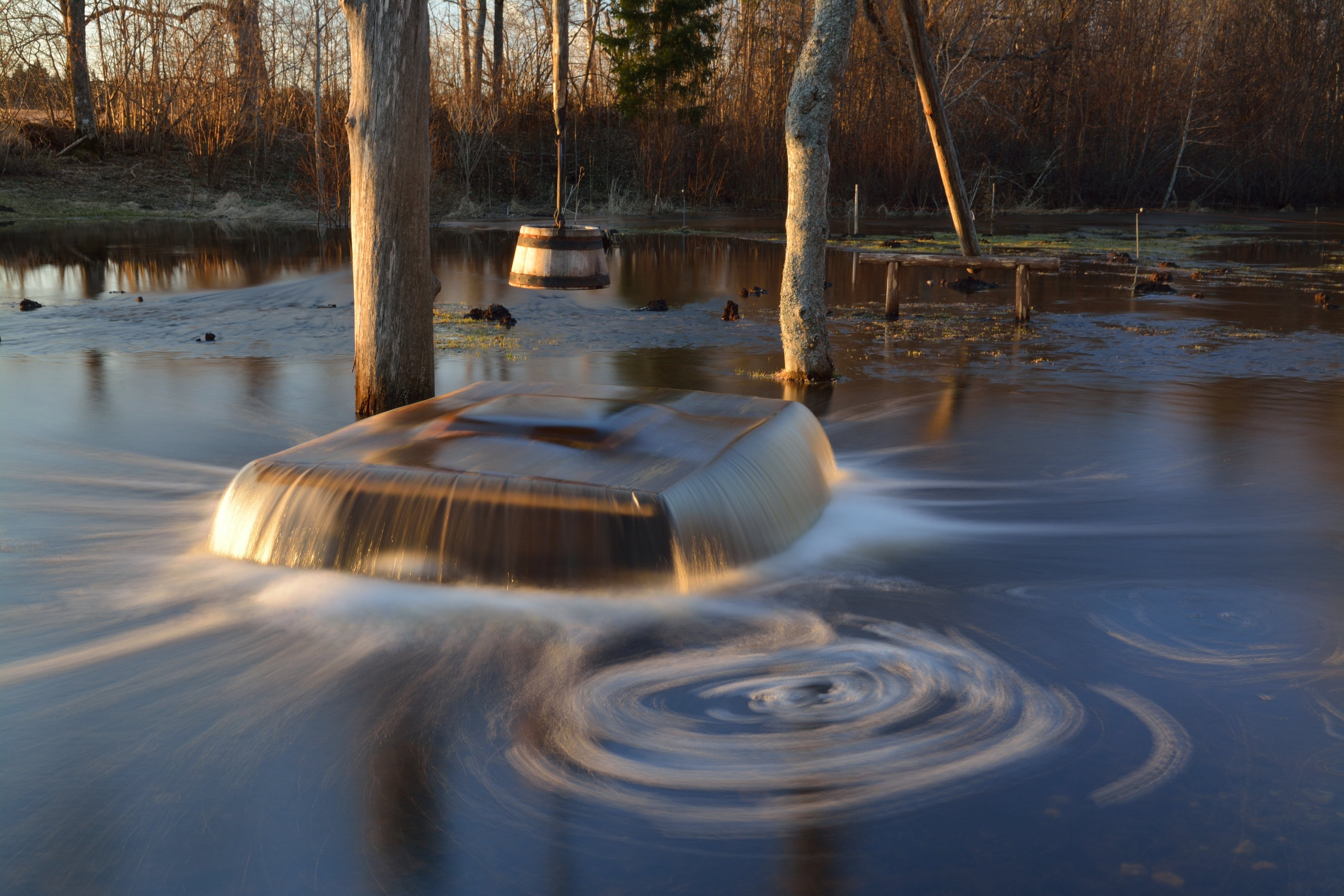
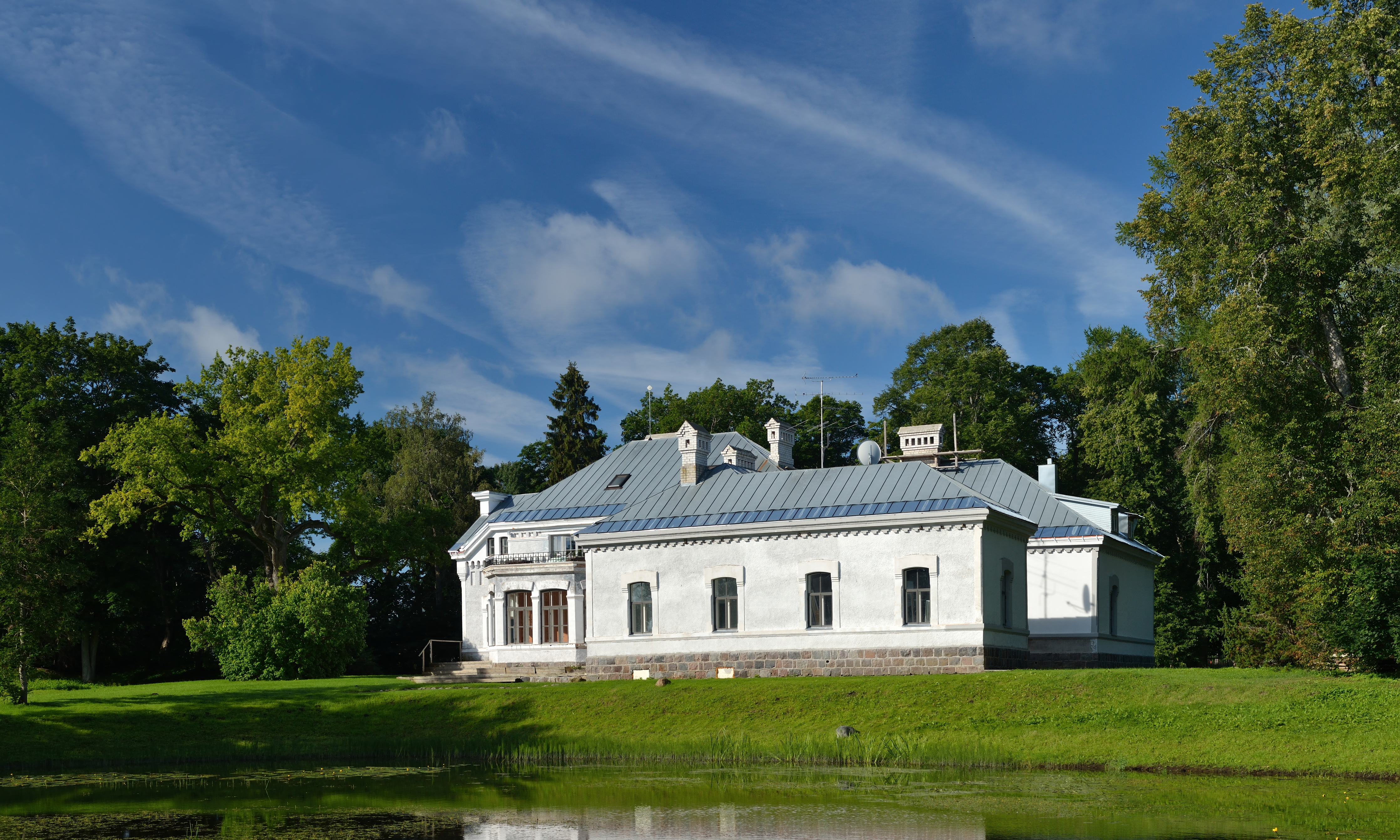
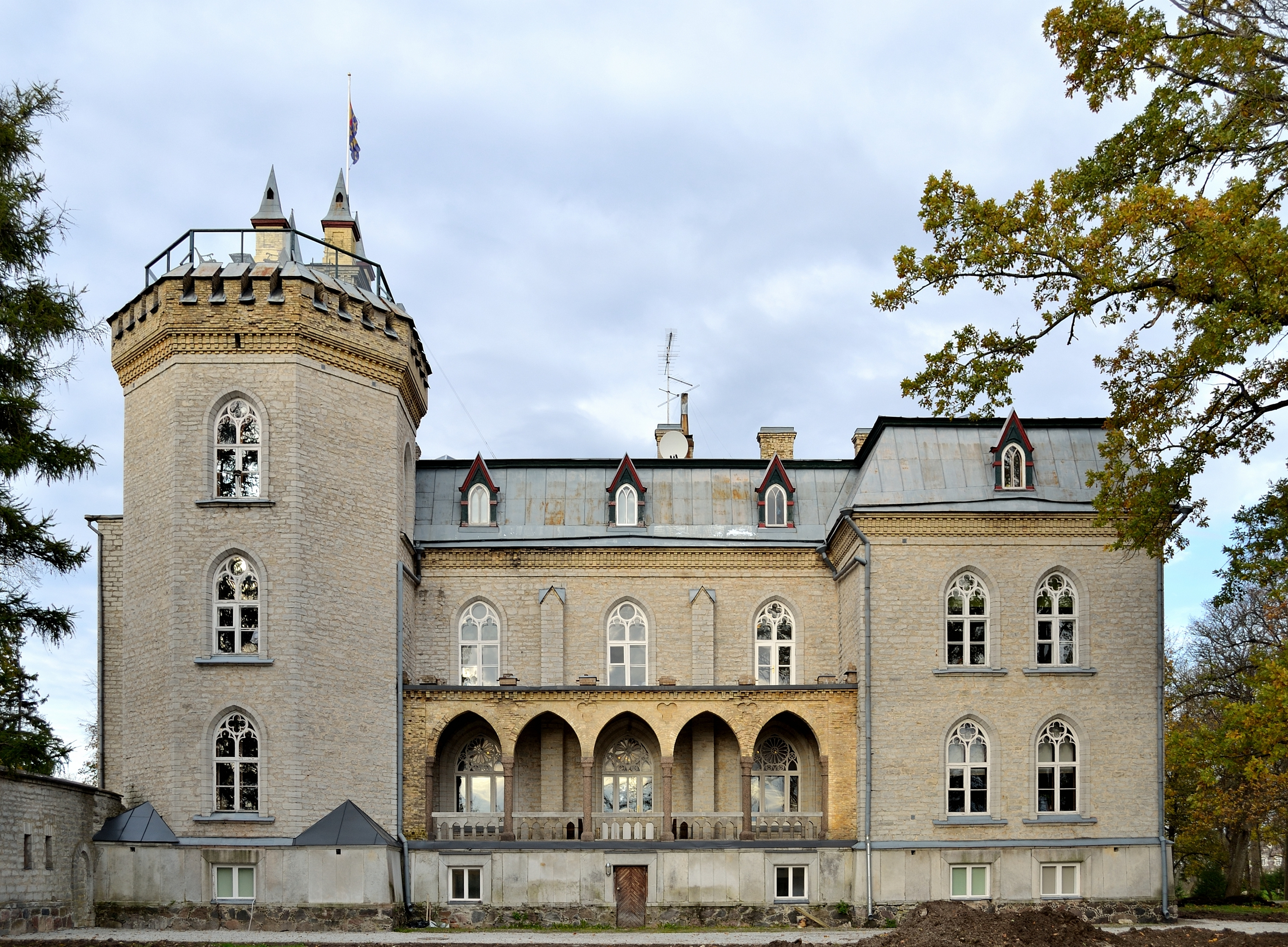
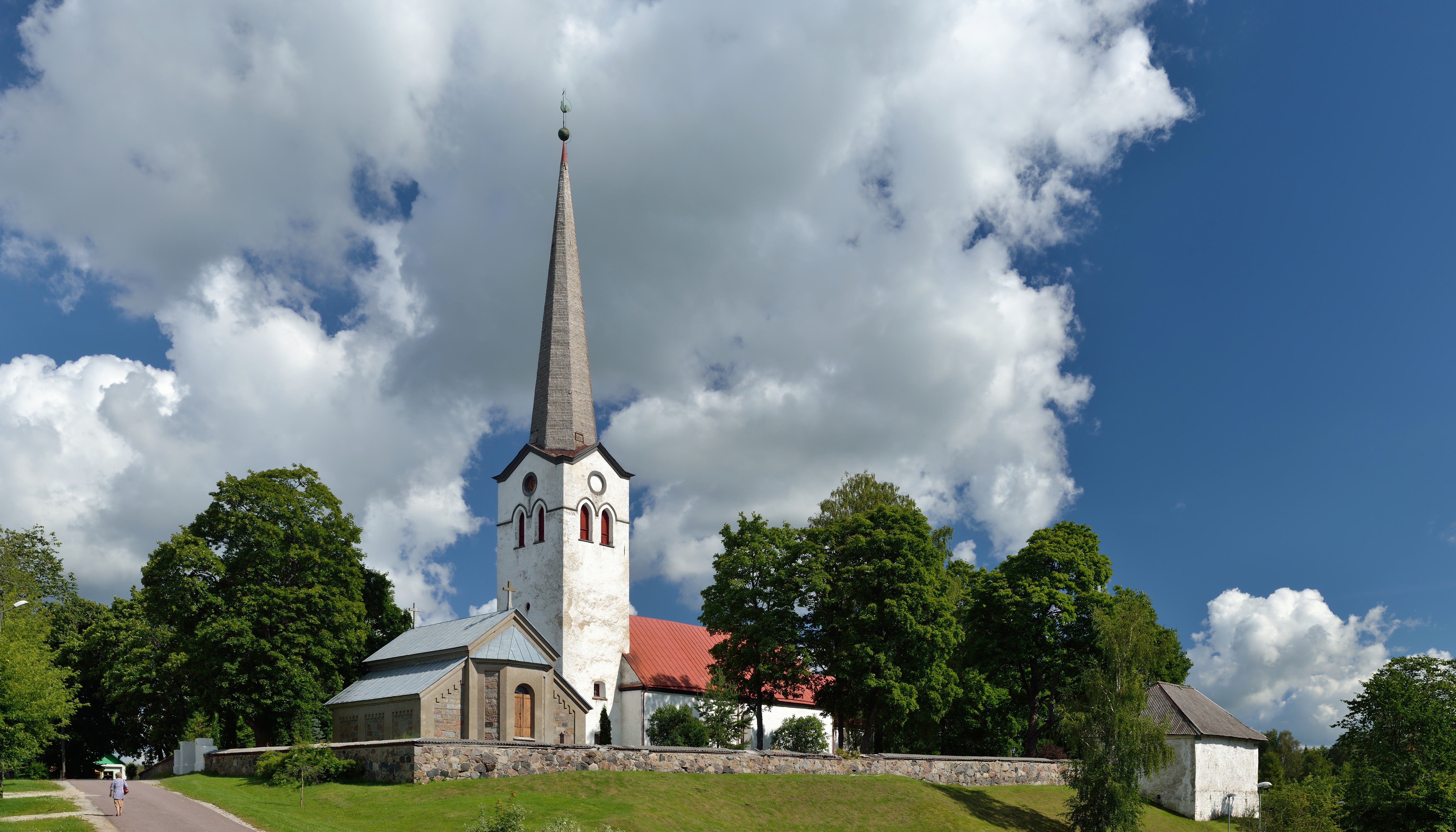
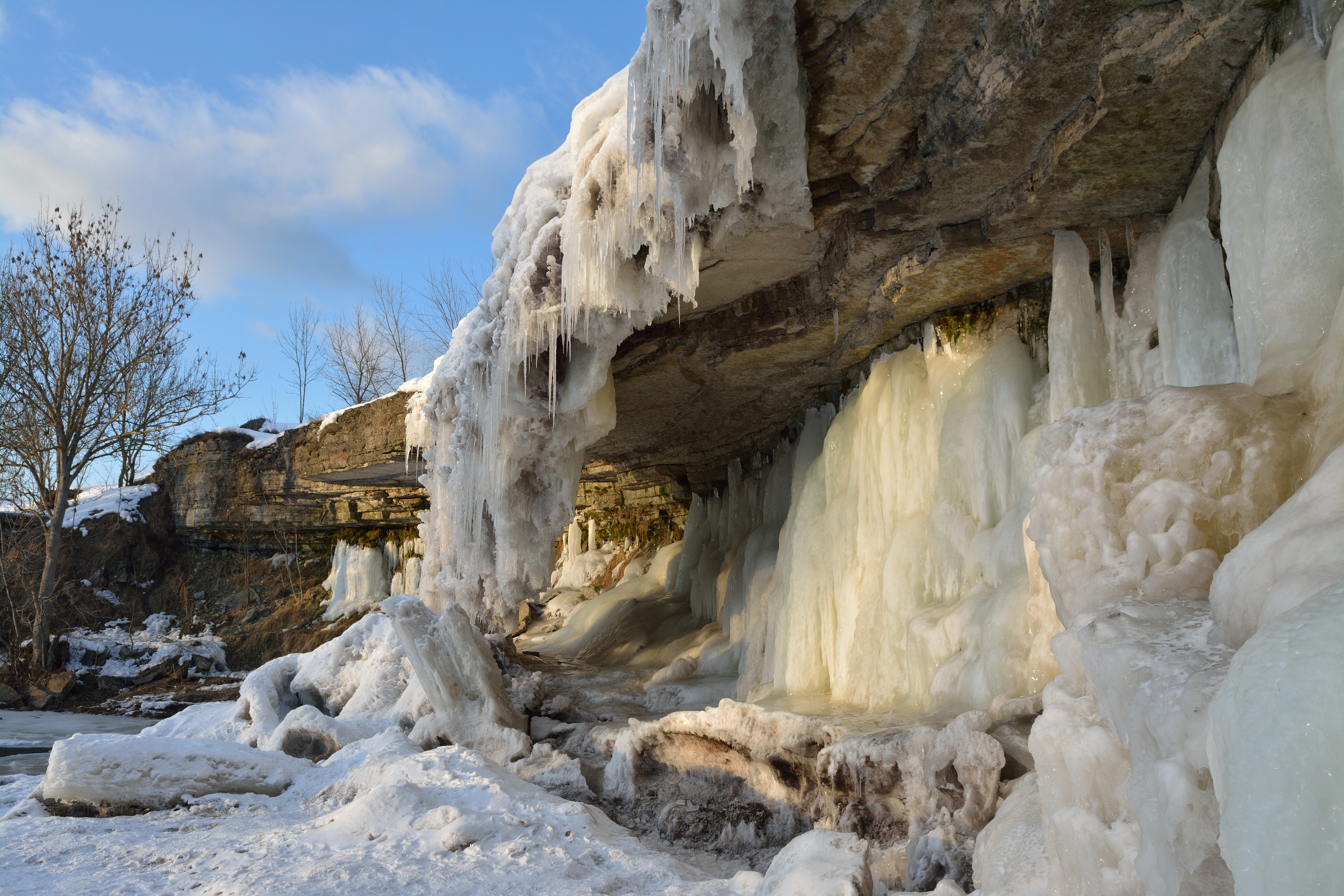
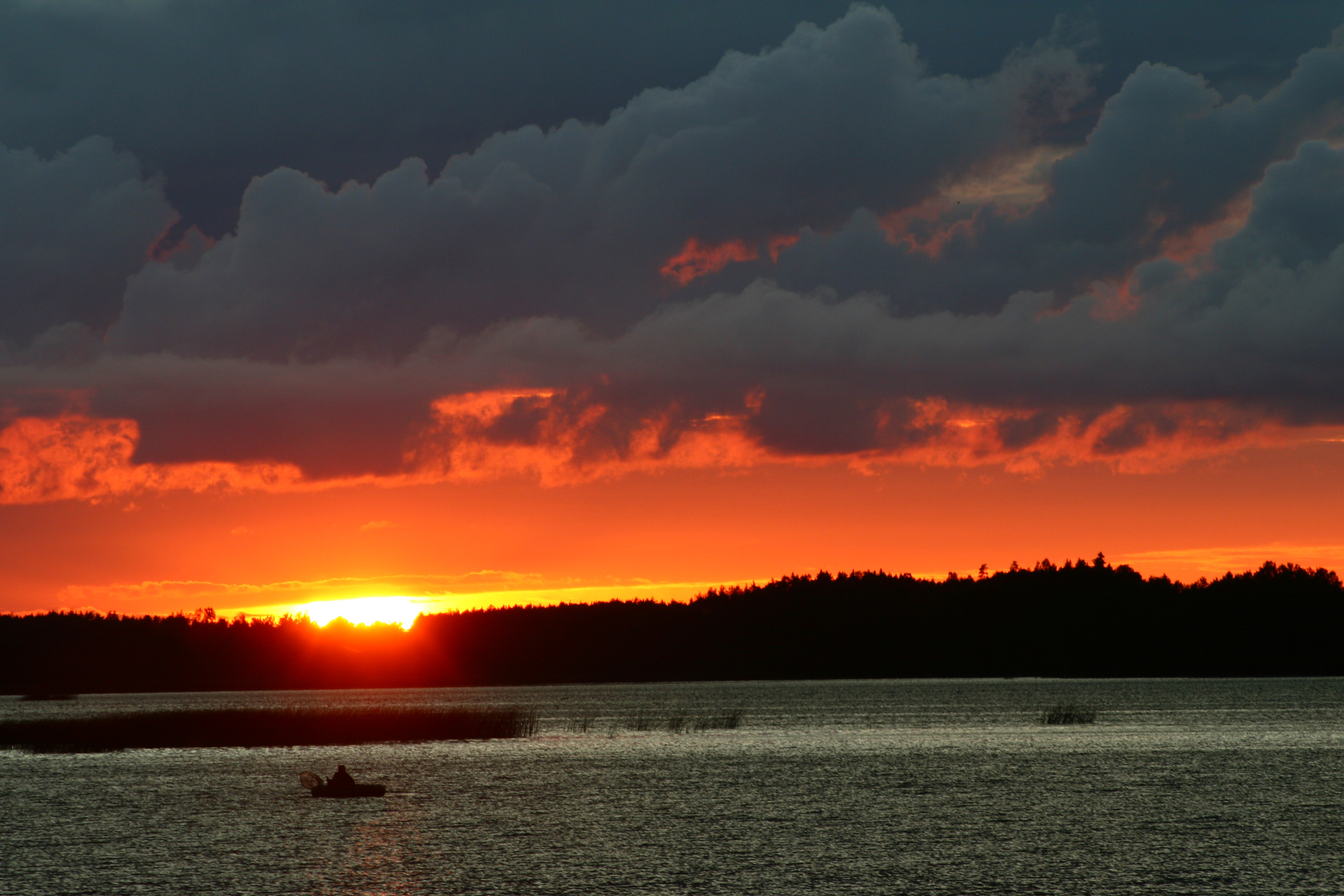
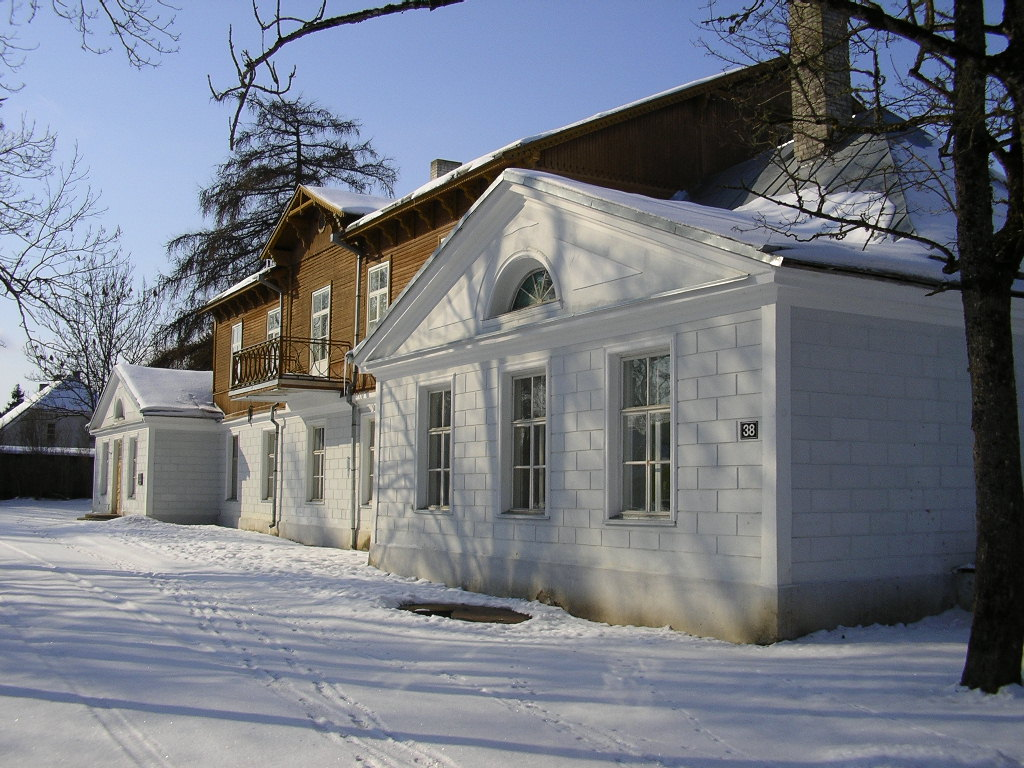

- Aegviidu
- Anija
- Harku
- Jõelähtme
- Keila
- Kernu
- Kiili
- Kose
- Kuusalu
- Kõue
- Nissi
- Padise
- Raasiku
- Rae
- Saku
- Vasalemma
- Viimsi